# Polinomios de Abel
Los polinomios de Abel en matemáticas forman una secuencia polinomial, cuyo n-ésimo término es de la forma
{\displaystyle p_{n}(x)=x(x-an)^{n-1}.}
La secuencia lleva el nombre del el matemático noruego Niels Henrik Abel (1802-1829).
Esta secuencia polinomial es de tipo binomial: por el contrario, cada secuencia polinomial de tipo binomial se puede obtener de la secuencia de Abel mediante el cálculo umbral.

## Ejemplos
Para a=1, los polinomios son (sucesión A137452 en OEIS)
{\displaystyle p_{0}(x)=1;}
{\displaystyle p_{1}(x)=x;}
{\displaystyle p_{2}(x)=-2x+x^{2};}
{\displaystyle p_{3}(x)=9x-6x^{2}+x^{3};}
{\displaystyle p_{4}(x)=-64x+48x^{2}-12x^{3}+x^{4};}
Para a=2, los polinomios son
{\displaystyle p_{0}(x)=1;}
{\displaystyle p_{1}(x)=x;}
{\displaystyle p_{2}(x)=-4x+x^{2};}
{\displaystyle p_{3}(x)=36x-12x^{2}+x^{3};}
{\displaystyle p_{4}(x)=-512x+192x^{2}-24x^{3}+x^{4};}
{\displaystyle p_{5}(x)=10000x-4000x^{2}+600x^{3}-40x^{4}+x^{5};}
{\displaystyle p_{6}(x)=-248832x+103680x^{2}-17280x^{3}+1440x^{4}-60x^{5}+x^{6};}